# Vidas robadas (telenovela mexicana)
Vidas robadas (también conocida internacionalmente como Infamia) es una telenovela mexicana producida por Georgina Castro y Fides Velasco para TV Azteca en 2010. Su trama se sustenta en una historia original del escritor argentino Jorge Maestro.
Protagonizada por Carla Hernández interpretando un doble papel (protagonista y villana); y Andrés Palacios, y con las participaciones antagónicas de Christian Bach, Pedro Sicard y Daniel Elbittar. Cuenta además con las actuaciones estelares de José Alonso, Alma Delfina, Carmen Delgado, Sergio Bonilla y Amara Villafuerte.

## Argumento
La historia comienza en un panteón, 20 años después de que María Julia Echeverría de Fernández-Vidal tirará por las escaleras a Pedro Antonio Fernández-Vidal Echeverría, el hijo que ella le había arrebatado a su hermana gemela, María Emilia, y a quien había hecho pasar por suyo. Los dos mantenían una fuerte discusión porqué Pedro Antonio había dejado embarazada a Paula, una criada de la casa.
Durante la pelea, María Julia empuja a Pedro Antonio, quien cae encima de una mesa de vidrio y muere. El único testigo de lo sucedido fue José Enrique Fernández-Vidal , hijo de Antonio Fernández-Vidal, esposo de María Julia y hermano del exnovio de María Emilia (él era el padre de Pedro Antonio). José Enrique y María Julia se hacen amantes y cometen toda clase de maldades, empezando por arrebatarle a Paula sus dos hijas gemelas. Una nace débil y la otra sana, por lo que María Julia ordena la muerte de la primera (que es abandonada) y adopta a la segunda. Paula se ve obligada a ser la nodriza de su propia hija.
Pasan los años. Luz, la gemela abandonada, ha crecido en Yucatán en una familia muy humilde. Por sus estudios viaja a México y ahí se enamora de Martín, el mismo hombre al que su hermana gemela, Camila, utiliza para darle celos a su prometido, Javier Villafaña.
Las gemelas finalmente se conocen e intercambian sus papeles. María Julia, desesperada por la situación, manda matar a Luz, pero por error la que muere es Camila.
Luz entra a la casa de la familia y vive infinitos problemas: el matrimonio con Javier, el asesinato de su padre por parte de María Julia y un secuestro pactado por David Garibay, un antiguo amante de María Julia. 
El junto con Antonio esposo de María Julia traman un pacto para destruirla e intentar matarla. Pero fue más grande el amor de David Garibay (Carla Thompson) que rompió dicho acuerdo y luchó por el amor de María Julia él le brindó la fortuna de Antonio su esposo y juntos se iban a ir del país. pero María Julia lo dejó plantado por José Enrique ya que él le iba a robar el hijo a Camila (Luz) y María Julia se vengaría por su hijo perdido Pedro. 
Al final David Garibay se suicida, José Enrique se enamora de María Emilia gemela de María Julia que permaneció internada durante años porqué la hicieron culpable de haber matado a sus padres cuando la asesina fue María Julia. 
José Enrique descubre que ella mató a su madre, la esposa de Antonio. Sintiendo gran culpa por el daño que le provocó a su padre, ellos junto con Martín deciden atrapar a María Julia por los delitos que hicieron ya que ella andaba herida de muerte y con sed de venganza contra su nieta Luz porqué descubre que Luz se hizo pasar por Camila.
Pero ahí no acabó la maldad. En un bien planeado proyecto Maria Julia, se hace pasar por María Emilia quedándose ella en el seno de la familia y a María Julia en un operativo policial. 
María Julia andaba al acecho a tal grado que intentó llevarse a Pedrito (hijo de Luz) pero le fue imposible al final ella cae en un ataque de nervios y queda inmóvil para siempre . 
Luz y Martín lograron llevar su amor al altar después de todo los problemas que enfrentaron con María Julia, Javier, José Enrique y David Garibay.

## Elenco
- Carla Hernández - Luz Herrera / Luz Fernández-Vidal Benítez / Camila Fernández-Vidal Echeverría / Camila Fernández-Vidal Benítez
- Andrés Palacios - Martín Sandoval / Martín Velasco Sandoval
- Christian Bach - María Julia Echeverría de Fernández-Vidal / María Emilia Echeverría
- Bernie Paz - David Garibay / Karla Thompson
- Pedro Sicard - José Enrique Fernández-Vidal
- José Alonso - Antonio Fernández-Vidal
- Daniel Elbittar - Javier Villafañe
- Martha Cristiana - Isabel Echeverría de Fernández-Vidal
- Alma Delfina - Aurora Sandoval
- Luis Felipe Tovar - Ángel Cordero
- Eduardo Arroyuelo - Marcelo Lorenzo
- Luis Ernesto Franco - Francisco Palacios
- María de la Fuente - Lorena Álvarez
- Amara Villafuerte - Paula Benítez
- Sergio Bonilla - Padre Juan
- Carmen Delgado - Delia Herrera
- Rodolfo Arias - Padre Adolfo
- Lupita Sandoval - Saturnina
- Víctor Civeira - Filberto
- Paloma Quezada - Rosa María
- Luis Alberto López - Pablo
- Guillermo Quintanilla - Darío Velasco
- Julieta Grajales - Nora
- Javier Escobar - "El Velas"
- Andree Ascencio - Lupe
- Maria Elena Olivares - Fausta
- Elvira Trejo Elvira
- Rafael Rojas - Pedro Antonio Fernández-Vidal Echeverría
- David Ortega -
- Josefo Rodríguez -

## Tema de apertura
Entre la Espada y la Pared Intérprete: Armando Manzanero Autor: Armando Manzanero Editora: TVA Publishing Azteca Música
Aun existe el amor Intérprete: Agustín Argüello, Menny Carrasco, Napoleón Robleto y Sebastián Martingaste Autor: Samuel Castelli Editora: TVA Publishing Azteca Música